# فلاد الثالث المخوزق
فلاد الثالث، «ڤويڤود» (حاكم) الأفلاق (1431-1476)، أحد أفراد عائلة دراكوليشتي التي تُمثّل بدورها فرعًا من أفرع عائلة باسراب المتشعّبة، والذي اشتُهر بلقب دراكولا قبل أن يُطلق عليه اسم فلاد المخوزِق (بالرومانية: Vlad Ţepeş؛ نق: فلاد تيبْش وبالتركية: Kazıklı Voyvoda؛ نق: قازيكلي ڤويڤودا، وبالتركية العثمانية: ڤلاددره قول). جلس على عرش إمارة الأفلاق ثلاث مرات ودامت أطول فترات حكمه فيما بين عامي 1456 و1462 في أوج الحملات العثمانية للسيطرة على البلقان، وهو واحد من أبناء عدة لفلاد الثاني دراكول العضو البارز في تنظيم التنين، وهو التنظيم السري الذي أسسه الإمبراطور الروماني المقدس زيغموند بالتعاون مع باقي ملوك وأمراء أوروبا لحماية المسيحية في أوروبا الشرقية من المد العثماني المسلم.
يُعتبر فلاد الثالث واحد من الأبطال القوميين في بلغاريا نظرًا لما عُرف عنه من حماية الأقليات البلغارية المتمركزة في شمال وجنوب سهول نهر الدانوب، مما دفع العديد من عوام البلغار ونبلائهم على حد السواء، إلى الهجرة من شمال الدانوب إلى الأفلاق ومبايعتهم له والمشاركة معه في حملاته ضد العثمانيين.
يرجع إطلاق لقب المخوزِق على فلاد الثالث بسبب استخدامه الخازوق في التعذيب والتخلّص من أعدائه وأسرى الحرب مما أعطاه شهرة تاريخية واسعة، وذاع صيته متخطيًا حدود إمارته ليصل حتى الإمبراطورية الرومانية المقدسة غربًا ودوقية موسكو شرقًا، ثم سرعان ما انتشرت في شتى أرجاء القارة الأوروبية، ويُقدّر عدد ضحاياه بعشرات الألاف، كما مثّلت شخصية «فلاد الثالث دراكولا» النواة التي نسج حولها الروائي الإنجليزي برام ستوكر شخصية كونت دراكولا، مصاص الدماء الأشهر، في روايته الصادرة عام 1897 تحت عنوان «دراكولا».
يقال عنه : لم يكن [فلاد] طويل القامة، لكنه ممتلئ الجسم وقوي، بمظهر بارد ومخيف وأنف قوي وأكويلين وفتحات أنف متورمة ووجه نحيف ومحمر كانت فيه الرموش الطويلة تؤطر عيون خضراء واسعة ومفتوحة على مصراعيها؛ الحاجبين الاسود الكثيف جعلهما يبدوان مهددين. حلق وجهه وذقنه ولكن لشارب. زادت المعابد المنتفخة من الجزء الأكبر من رأسه. ربط رقبة ثور برأسه حيث كانت الأقفال السوداء المتعرجة تتدلى على شخصه عريض الكتفين.

## الاسم

تمثال نصفي لفلاد المخوزق في سيغيشوارا، رومانيا.

خلال حياته، اتخذ فلاد الثالث لنفسه اسم ڤلاديسلاوس دراغوليا أمير حرب ما رواء الألب (باللاتينية: Wladislaus Dragwlya, vaivoda partium Transalpinarum - نق: ڤلاديسلاوس دراغوليا، ڤايڤودا پارتيوم ترانسألپينارم)، ويُعتبر لقبه الروماني دراغوليا (بالرومانية: Dragwlya) أو دراكوليا (بالرومانية: Dragkwlya) علاوة على الأنماط الهجائية الأخرى للاسم نفسه مثل Dragulea وDragolea وDrăculea وكلها تصغير للقب دراكول (لغة رومانية: Dracul) الذي حمله والده فلاد الثاني، الذي انضمّ عام 1431 لتنظيم التنين، وهي تنظيم فرسان أسسه زيغموند الإمبراطور الروماني المقدس عام 1408، والاسم الروماني Dracul ينقسم إلي شطرين، وهو مأخوذ أصلًا عن اللغة اللاتينية، والجزء الأول من الاسم، drac ويعني التنين وهو مأخوذ عن الأصل اللاتيني draco، أما -ul فهي لاحقة تُضاف للتعريف وهي بدورها مأخوذة عن الأصل اللاتيني ille، وعليه فالاسم دراكولا يعني حرفيًا «ابن التنين»، أما في الرومانية الحديثة، فقد تحوّل معنى كلمة drac من «تنين» إلى «شيطان»، واستُخدمت عِوضًا عنها كلمة balaur.
على الجانب الأخر، تشير كنية فلاد الثالث تْيبِش - Țepeș («المخوزِق») للإشارة إلى طريقته المفضلة للإعدام، وهي الكنية التي التصقت به بعد وفاته وتحديدًا قرابة عام 1550، إلا أنه عُرف سابقًا لدى العثمانيين باسم Kazıklı Voyvoda وتعني حرفيًا «الأمير المخوزق» خاصة أثناء حملة السلطان محمد الثاني على الأفلاق ومشاهدته لضحايا فلاد الثالث الذين تم إعدامهم وتُركت جثثهم مُعلّقة على الخوازيق ومتروكة في الغابات بطول الطريق المؤدي للأفلاق لإرهاب أعدائه.

## النشأة

### العائلة
وُلد فلاد في مقاطعة سيغيشوارا بإقليم ترانسيلفانيا التابع لمملكة المجر (ويتبع الآن دولة رومانيا الحالية) في شتاء عام 1431 لوالده فلاد الثاني دراكول والذي صار فيما بعد أمير الأفلاق وحفيد ميرتشا الكبير أشهر أمراء الأفلاق، وحتى يومنا هذا لم يتم التأكد من شخصية أم فلاد الثالث وإن ساد الاعتقاد بأنها الأميرة كنياينا أميرة مولدوفا، الابنة الكبرى لألكسندر "الطيب" أمير مولدوفا وخالة شتيفان الكبير أمير مولدوفا، ومع ذلك فإبقاء فلاد الثاني على العديد من العشيقات كان له الأثر في دعم الفكرة المُؤيدة لأن تكون إحداهن والدة فلاد الثالث، ومن خلال هذه العلاقات الأسرية المُتشعبة امتدت شجرة عائلة فلاد الثالث لتشمل أخوين غير شقيقين أكبر سنًا؛ وهما ميرتشا الثاني وفلاد الراهب، علاوة على أخ شقيق أصغر هو الأمير رادو الوسيم.

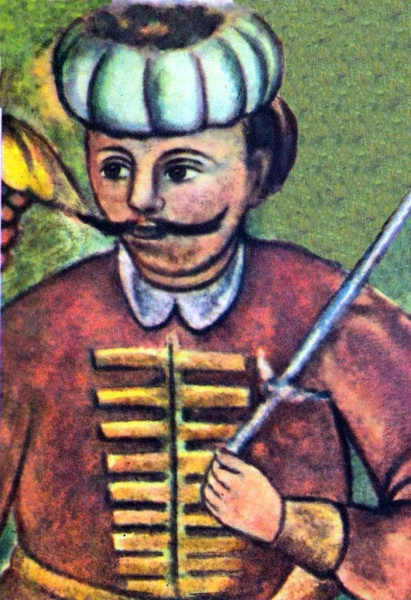
ڤلاد الثاني دراكول

وفي العام الموافق لميلاد فلاد الثالث، سافر والده فلاد الثاني إلى نورنبرغ للانضمام لتنظيم التنين ومن ثم أُطلق عليه لقب دراكول (بالرومانية: Dracul)، وبعدما رُزق بإبنيه فلاد ورادو، أرسلهما لقضاء سنوات طفولتهما الأولى في سيغيشوارا بالمملكة المجرية، حتى اعتلائه لعرش الأفلاق، عندها، قرر إعادتهما مرة أخرى إلى ترغوفيشت عاصمة الأفلاق في ذلك الوقت.
خلال تلك الفترة، اتخذ المستشار البيزنطي ميخائيل دوكاس قرارًا بضرورة تلقي أبناء الأمراء والنبلاء في الأفلاق تعليمًا راقيًا على أيدي معلمين متخصصين من الرومان واليونانيين يتم تعيينهم بناءَا على أوامر مباشرة القسطنطينية، وعليه درس فلاد الثالث الفنون القتالية والجغرافيا والرياضيات والعلوم والفلسفة والفنون، علاوة على العديد من اللغات كالألمانية واللاتينية والسلافونية الكنسية القديمة.

### معيشته في أدرنة
وفي عام 1436 اعتلى فلاد الثاني دراكول عرش الأفلاق، وظل حاكمًا عليه حتى تمت إزاحته عن العرش من خلال مؤامرات تم ترتيبها بين خصومه في الأفلاق وملك المجر في ذلك الوقت فلاديسلاف الثالث عام 1442، ومع ذلك عاد فلاد الثاني لاعتلاء عرش الأفلاق الذي انتزعه من بين يدي باسراب الثاني وحلفائه من البويار، وذلك بمساعدة السلطان العثماني أنذاك مراد الثاني بعدما اتفق معه على دفع الجزية للدولة العثمانية.
فور عودته لعرش الأفلاق عام 1443، أرسل فلاد الثاني ولديه الشرعيين؛ فلاد ورادو إلى البلاط السلطاني العثماني كرهائن لدى السلطان مراد الثاني لإثبات ولائه للإمبراطورية العثمانية، وفي أعقاب وفاة فلاد الثاني، عاد فلاد الثالث ليحتل مكان أبيه على عرش الأفلاق، فيما بقى رادو أسيرًا للبلاط السلطاني العثماني.

شعار النبالة الخاص بعائلة باتوري.

خلال تلك الفترة التي قضاها فلاد الثالث في أدرنة، تمكّن الأمير الشاب من دراسة علوم المنطق والقرآن والأدب وكذلك التركية العثمانية حتى أتقن هذه اللغة خلال السنوات الأخيرة التي قضاها في البلاط السلطاني، كما تدرّب على الفروسية وفنون الحرب.

### النسب
في أكتوبر 2011، ادّعى الأمير تشارلز نسبه إلى فلاد الثالث المخوزق خلال مطالبته بالحفاظ على مناطق الغابات بإقليم ترانسيلفانيا، من جانبه أوضح المؤرخ الروماني رادو فلوريسكو في كتابه «دراكولا - الأمير متعدد الوجوه: حياته وعصره» (بالإنجليزية: Dracula, prince of many faces: his life and his times) وتحديدًا في صفحته الثالثة والتسعين بعد المائة أن الإمبراطور الروماني المقدس فرديناند الأول قد منح كلًا من لاديسلاس دراكولا وأخيه جون اعترافًا من الإمبراطورية الرومانية المقدسة بنابلة الإثنين كونهما منحدرين مباشرةً من سلالة فلاد الثالث، حيث أصدر الإمبراطور فريدريك الأول مرسومه الملكي في 20 يناير 1535 معترفًأ فيه بنبالة الإثنين ومشيرًا إلى أصلهم، كما أشار فريدريك الأول لشارة النبالة الخاصة بعائلة لاديسلاس والمماثلة لتلك الخاصة بعائلة باتوري.

## فترة الحكم الأولى ونفيه
مع ازدياد حدة الخصومة بين نبلاء ترانسيلفانيا والملقبون بالبويار من جهة وأميرهم فلاد الثاني من جهة أخرى، لم يجد البويار سبيلًا سوى بالتآمر مع «يوحنا هونياد» وصي عرش المجر أنذاك من أجل التخلص من فلاد الثاني والإطاحة به من حكم ترانسيلفانيا، وتمكن المتأمرون من قتل أميرهم عند المستنقعات القريبة من بلدة بالتيني في 2 ديسمبر 1447، بعدها تحوّلوا إلى ميرتشا، إبنه البكر ووريثه الشرعي للتخلص منه هو الأخر، حيث تمّ لهم ذلك بعدما أفقدوه بصره قبل دفنه حيًا بمدينة ترغوفيشت، ومع تخوّف الدولة العثمانية من سقوط الأفلاق في أيدي المملكة المجرية، سيّرت الدولة العثمانية جيوشها نحو الأفلاق حيث أجلست فلاد الثالث لأول مرة على عرش البلاد بالقوة، ومع ذلك، لم تدم فترة حكم فلاد الثالث طويلًا، حيث عاود «يوحنا هونياد» غزو الأفلاق مرة أخرى ليعيد حليفه فلاديسلاف الثاني حاكم الأفلاق، والذي ترجع أصوله إلى عائلة دانشتي، لعرش البلاد مجددًا بعد أن أطاحت به الجيوش العثمانية سابقًا.
وبعد إقصائه من الحكم، لم يرغب فلاد الثالث في طلب المساعدة من الدولة العثمانية مرة أخرى، خاصة بعد اعتلاء السلطان محمد الثاني نظرًا للخصومة والكراهية بين الإثنين منذ أن تربيا سويًا في البلاط السلطاني، وعليه فر هاربًا إلى مولدوفا حيث عاش لفترة هناك تحت حماية عمه بوغدان الثاني، قبل أن يلقى الأخير حتفه في 17 أكتوبر 1451، مما دفع فلاد الثالث للفرار مرة أخرى قاصدًا المجر، وهناك التقى ب«يوحنا هونياد» والذي أُعجب بدراية الأمير الشاب بالأحوال الداخلية للدولة العثمانية وخطط الحرب العثمانية ولوجيستياتها، علاوة على الكراهية المطلقة من جانب فلاد الثالث تجاه الدولة العثمانية، مما دفع «يوحنا هونياد» لاتخاذ فلاد الثالث مستشارًا عسكريًا له، كما حاول التوفيق بينه وبين خصمه السابق فلاديسلاف الثاني حاكم الأفلاق.
استمر مكوث فلاد الثالث في المجر حتى ما بعد سقوط القسطنطينية على يد محمد الثاني في 29 مايو 1453، بعدها تعاظم المد العثماني في تلك المنطقة عن طريق إمارات الكاربات مهددًا بر أوروبا الرئيسي بالكامل، حتى أتم العثمانيون غزو شبه جزيرة البلقان عام 1481، لتضع نهاية لفترة حكم سلالة فلاد الثالث بأكملها خلال ثلاثة عقود قضتها الدولة العثمانية في محاولة السيطرة على منطقة البلقان.
وبعد ثلاثة أعوام من غزو القسطنطينية، حاولت الجيوش العثمانية إضعاف المملكة المجرية عن طريق محاصرة بلغراد عام 1456، في ذلك الوقت، وجد «يوحنا هونياد» نفسه مضطرًا لمغادرة المجر وشن غارات مضادة في صربيا نجح من خلالها في رفع الحصار عن بلغراد، من جانبه استغل فلاد الثالث تلك الاضطرابات في العودة مرة أخرى إلى الأفلاق حيث قاد عشيرته لاسترداد ملكه والقضاء على فلاديسلاف الثاني، حيث تمكّن منه فلاد الثالث وقتله ليسترد عرشه للمرة الثانية في 22 أغسطس 1456.

## فترة الحكم الثانية

### السياسة الداخلية
عاد فلاد الثالث إلى الأفلاق ليجد بلادًا مهترئة مزقتها الحرب، تضج بالجرائم، قلت بها المساحات المزروعة وانعدمت التجارة داخلها أو من خلالها في الوقت الذي كان فلاد الثالث فيه في أمس الحاجة لاقتصاد داخلي قوي يعينه على مواجهة خطر أعدائه، سواء الداخليين منهم كالبويار وأعضاء عائلة دانشتي أو الخطر العثماني المُحدق به خاصة مع تداعي المملكة المجرية من جهة، وانهيار الإمبراطورية الرومانية الشرقية قبل بضع سنين من جهة أخرى، وعليه انتهج فلاد الثالث العديد من السياسات المتشددة من أجل إعادة النظام والنهوض بالبلاد اقتصاديًأ، بناءً على هذا وضع فلاد ثلاثة أهداف سعى لتحقيقها خلال جلوسه على عرش البلاد، وتمثّلت هذه الأهداف في إعادة بناء اقتصاد البلاد، وتعزيز دفاعاته الداخلية وإعادة تحصين الأفلاق، علاوة على توطيد حكمه في البلاد.

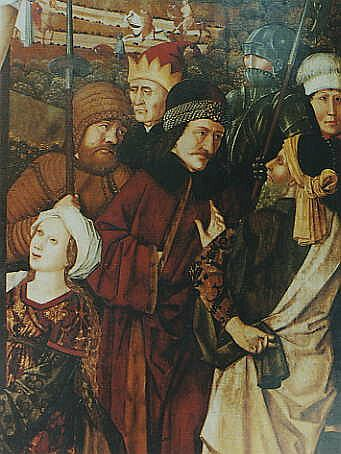
قطعة من رافدة مذبح موجودة بكنيسة سانتا ماريا في ڤيينا، يرجع تاريخها لعام 1460، وتُعد الصورة الوحيدة التي رُسمت لفلاد الثالث أثناء حياته.

وعليه وجه فلاد الثالث أولى اهتماماته نحو التنمية الاقتصادية، فاهتم بالفلاحين، وشيّد العديد من القرى الجديدة للارتفاع بمعدلات الإنتاج الزراعي، كما وعى تمامًا أهمية التجارة ودورها في الارتقاء باقتصاد الأفلاق، ومن ثمّ قدّم مساعداته للتجار المحليين بتحديد نشاط التجار الأجانب في ثلاثة مدن تجارية فقط، وهي؛ تارغشور، وكامبولونغ وترغوفيشت.
على الجانب السياسي، اعتبر فلاد الثالث البويار سببًا رئيسيًا فيما آلت إليه البلاد وما وصلت إليه من تخبط وفوضى، كذلك لم ينس دورهم في التآمر على والده وقتله قبل قرابة خمسة عشر عامًأ، لهذا قرر التخلص منهم بقتلهم ومنح مناصبهم في البلاط، التي كانت من قبل حِكرًا على النبلاء، لأشخاص أخرين مجهولي النسب، ممن يضمن ولائهم، كما قرّب إليه كذلك بعض الأجانب، كما فضّل الفرسان والعوام من الفلاحين الأحرار على البويار في احتلال المناصب الأقل أهمية في البلاط، بعدها أمر بإطلاق سراح السجناء، مهما كانت الجرائم المرتكبة، كذلك أصدر عفوًا عامًا عن المحكوم عليهم بالإعدام، وذلك ليساوي بين الجميع قبل أن يسن القوانين لمعاقبة كافة الجرائم؛ كالسرقة والزنا والكذب والخيانة بعقاب واحد، وهو قطع الرقبة، كما عامل البويار بنفس الحدة إيمانًا منه بدورهم الرئيسي في إضعاف الأفلاق من خلال صراعاتهم الداخلية على السلطة، من جانبه، رأى فلاد الثالث أن في قراره هذا منتهى العدالة والإنصاف، بأن يجعل كل فرد حكمًا على نفسه، يقرر مصيره بيده في ظل العقوبة المعروفة مُسبقًا دون تهاون، فأما حياة شريفة في ظل القوانين الموضوعة والمعروفة للجميع، أو الموت دون رحمة.
كما قام بإعادة هيكلة الجيش، مع احتفاظه بنفر قليل من الحرس الخاص، معظمه من المرتزقة الذين ضمن ولائهم عن طريق السماح لهم بنهب المناطق المُغار عليها وكذلك منحهم العديد من الترقيات والامتيازات الأخرى، كما عمد إلى تأسيس ميليشيات من الفلاحين كجيش احتياط، يتم الاستعانة به حال نشوب الحرب.
وخلال تلك الفترة، قام فلاد الثالث بتشييد كنيسة في تراغشور تخليدًا لذكرى أبيه وأخيه اللذين قُتلا بالقرب من هذه المنطقة، كما أخرج من ماله الخاص لتشييد دير في سناغوف.

### الغارات على ترانسيلفانيا
من جانبه، أيقن فلاد الثالث لعلاقة البويار في الأفلاق بالنبلاء من سكسون ترانسيلفانيا وارتباطهم بهم، مما دفع فلاد الثالث للتخلّص منهم عن طريق منع امتيازاتهم التجارية داخل الأفلاق ومهاجنة مدنهم، حيث اجتاحت جنود فلاد الثالث مدينة براشوف (بالرومانية: Brașov، بالألمانية: Kronstadt، نق: كرونشتاد) عام 1459 وأعدم قرابة 30,000 من تجار المدينة وقادتها خزقًا صبيحة الاحتفال بعيد القديس برثولماوس، في 11 يونيو 1459، بعد اتهامه إياهم بالفساد والتآمر على الأفلاق، بعدها خلد إلى الراحة وتناول الغذاء وسط الجثث المعلقة على الخوازيق، تاركًا إيها للتعفن، تحذيرًا منه لكل من تسوّل له نفسه الخروج عن طاعته، وقد صدرت المطبوعات الألمانية تحوي مشاهد لتخليد هذه الواقعة عام 1499، كما أغار مرة ثانية على مدينة سيبيو بترانسيلفانيا عام 1460 وأعدم 10,000 من أهلها.

### الحرب ضد العثمانيين
في عام 1459، نادى الأب بيوس الثاني بحملة صليبية جديدة ضد الدولة العثمانية من خلال مجمع مانتوفا المُنعقد في 26 سبتمبر من العام نفسه، وفي 14 يناير 1460 استقرّ الرأي على أن يقود ماتياس كورفينوس ملك المجر وكرواتيا وابن "يوحنا هونياد" هذه الحملة والتي خُطط لها الاستمرار لثلاثة أعوام متتالية، على أن يدعمه البابا بأربعين ألف قطعة نقود ذهبية، وهوما كان كافيًا لحشد جيش قوامه إثني عشر ألف رجلًا وشراء عشر سفن حربية، ولم تنجح المساعي الباباوية في جمع تأييد ملوك أوروبا للحملة على العثمانيين، والتي لم تجد تأييدًا صادقًا سوى من فلاد الثالث والذي عرض على ماتياس كورفينوس الانضمام لجانبه في محاولة للإبقاء على استقلال الأفلاق، مما زاد من أسهم فلاد الثالث لدى البابا.

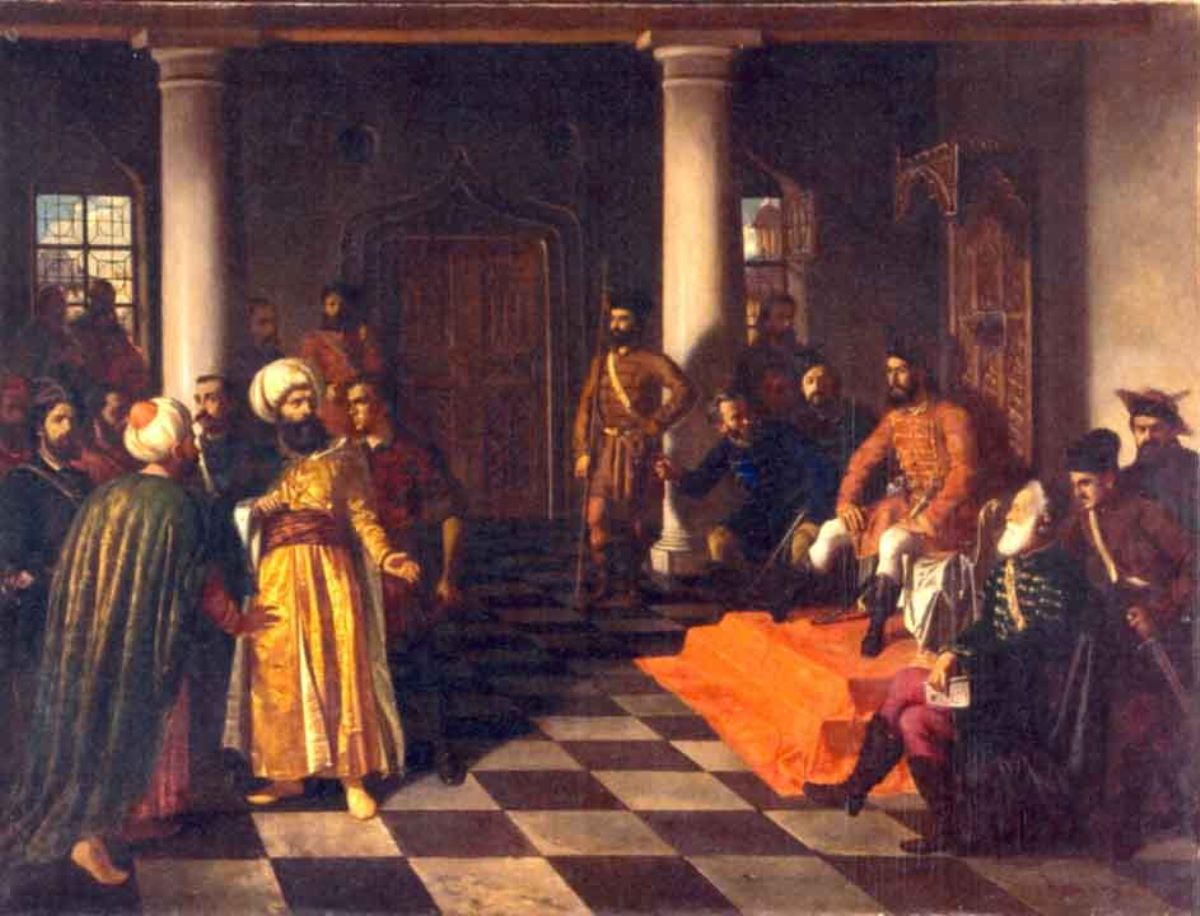
لقاء رسل السلطان العثماني بفلاد الثالث، بريشة ثيودور أمان.

وفي عام 1460، ألقت القوات العثمانية القبض على ميخائيل زيلاغي وصي عرش المجر، وحليف فلاد الثالث الوحيد، أثناء عبوره الأراضي البلغارية، واقتيد بصحبة رجاله إلى القسطنطينية، حيث تم تعذيب جنوده حتى الموت، بينما أمر السلطان محمد الثاني بإعدام زيلاغي بنشره حيًا إلى نصفين، ومع نهاية العام نفسه، أرسل السلطان العثماني محمد الثاني رسله إلى فلاد الثالث لمطالبته بدفع الجزية المتأخرة عليه منذ عام 1459 والمٌقدرة بعشرة ألاف دوقت علاوة على تقديم الأفلاق لخمسمئة من أبنائها للعمل كإنكشاريين (بالتركية العثمانية: يڭيچرى) في صفوف الجيش العثماني، من جانبه، رفض فلاد شروط السلطان العثماني لقناعته بأن قبول تلك الشروط واستمراره في دفع الجزية يعني قبوله ضمنيًا بالوصاية العثمانية على الأفلاق، في الوقت الذي باتت فيه استقلالية الأفلاق الشغل الشاغل له، وهو ما حارب فلاد من أجله، وكذلك الغالبية العظمى من أخلافه وأسلافه، وظل تعامل فلاد مع رسل السلطان العثماني سببًا في انهيار العلاقة بين الأفلاق والدولة العثمانية تمامًا، حيث أمر فلاد بتسمير عمائم الرسل على رؤوسهم بمسامير حديدية بعد أن رفضوا خلعها في حضرته احترامًا وإجلالًا، كما أرسل فلاد الثالث خطابًا لسكسون ترانسيلفانيا بتاريخ 10 سبتمبر 1460، محذرًا إياهم من غزو محمد الثاني المتوقع للبلاد وطالبًا منهم العون خلال حربه ضد الجيوش العثمانية، التي عبرت بالفعل نهر الدانوب وبدأت في جمع الأفراد قسرًا وإرسالهم لمعسكرات التدريب، وهو ما لم يرق لفلاد الثالث الذي تحرك بجنده مهاجمًا القوات العثمانية، والقى القبض على العديد من أفرادها وأمر بإعدامهم خزقًا، واستمرت المناوشات بين أمير الأفلاق والقوات العثمانية حتى عام 1461 عندما عرض عليه السلطان محمد الثاني الحضور إلى القسطنطينية للتفاوض.
ومع نهاية نوفمبر 1461، أرسل فلاد الثالث خطابا للسلطان العثماني مفاده عجزه عن الاستمرار في دفع الجزية، بعدما أتت الحرب ضد سكسون ترانسيلفانياما على كافة موارد البلاد، كما أوضح إليه عدم قدرته على مغادرة الأفلاق مخافة انتهاز ملك المجر للفرصة والهجوم على البلاد أثناء غيابه، منهيًا الخطاب بقطع عهود بإرسال ذهب للسلطان العثماني متى توافرت لديه الموارد، كما عرض على السلطان العثماني أن يوفد باشا يحكم الأفلاق باسم فلاد الثالث ما إذا ما أراد السلطان حضوره إلى القسطنطينية، وبعد وصول كتاب فلاد الثالث للسلطان العثماني، حصل الأخير على معلومات استخباراتية عن تحالف فلاد الثالث مع ملك المجر وكذب ادعائات فلاد الثالث بالخوف من انقلاب ملك المجر عليه واحتلاله الأفلاق، ولهذا قرر السلطان محمد الثاني إرسال بگ نيكوبوليس، حمزة باشا، لعقد لقاء مع فلاد الثالث في جورجيو، كما أمر السلطان العثماني مبعوثه بالانقضاض على أمير الأفلاق هناك واستياقه أسيرًا إلى القسطنطينية، وبالفعل، توجه حمزة باشا على رأس قوة قوامها ألف فارس لتنفيذ المطالب السلطانية، غير أن تلك المعلومات قد سبقت وصول المبعوث العثماني لفلاد الذي أصبح على دراية بالنوايا الحقيقية للعثمانيين، فقام بحشد جنوده لشن هجوم خاطف على القوات العثمانية، والتي انتظرها عند الممرات الجبلية شمال جورجيو، حيث شن هجومه المفاجئ على الفرسان العثمانيين المحاصرين بين الممرات الجبلية الضيقة، ونجح في تطويق القوات العثمانية والفتك بالعديد من أفرادها باستخدام المدافع اليدوية، والقبض على المتبقي منهم وفي مقدمتهم قائدهم حمزة باشا، فأمر بإعدمهم جميعًا على خوازيق، جاعلًا أطولها للقائد حمزة باشا للدلالة على علو رتبته، وتشير المراجع إلى أن فلاد الثالث يعد أول من استخدم البارود في الحملات الصليبية بطرق مبتكرة للقتل، وقد أرسل فلاد الثالث خطابًا لكورفينوس بتاريخ 2 فبراير 1462، يخبره فيه بانتصاره على القوات العثمانية وأسر قائدها، بعدها، توجّه لحصن جورجيو، حيث عسكرت باقي القوات العثمانية، واستخدم اتقانه للسان العثماني وتنكره في هيئة سيپاهي، فأمر الجنود بفتح أبواب الحصن، وبعد امتثال الجنود لأوامره، اجتاح فلاد الثالث الحصن ودمره عن أخره وقتل من فيه من جنود، بعدها قرر الانتقام من السكان الذين قدموا الدعم للقوات العثمانية، فبدأ بجنوب الأفلاق، بعدها عبر نهر الدانوب المتجمّد إلى بلغاريا، ومع وصوله لبلغاريا، قسّم فلاد الثالث قواته لفرق صغيرة، مما ساعده على تغطية مساحة 800 كيلومترًا من الأراضي البلغارية في إسبوعين، أودى خلالهما بحياة ما يقرب من 25,000 تركي ومسلم بلغاري، وقد أرسل خطابًا أخرًا لكورفينوس بتاريخ 11 فبراير 1462 يحدثه عن انتصاراته الجديدة، جاء فيه:
| فلاد الثالث المخوزق | قتلت الفلاحين في أوبلوكيتزا ونوڤوسيلو؛ رجالًا وإناثًا، شيوخًا وأطفالًأ، كذلك المتواجدون عند مصب الدانوب وحتى راهوڤا، على مقربة من كيليا، ومن الدانوب السفلي حتى ساموڤيت وغيغن، قتلنا 23,884 من الأتراك، دون إحصاء هؤلاء الذين أحرقناهم داخل منازلهم أو قاموا جنودنا بقطع رقابهم، وعليه جلالتك، لك أن تعلم أنني نقضت سلامي معه (أي السلطان محمد الثاني). | فلاد الثالث المخوزق |

وفي الوقت الذي أخلى فيه فلاد الثالث سبيل المسيحيين البلغاريين، مما ساعد على هجرة أعداد كبيرة منهم إلى الأفلاق، بلغ عدد ضحاياه تلك الحملة العسكرية 6,414 في جورجيو، و1,350 في إيني سالا، و6,840 في دورستور، و343 في أورشوفا، و840 في هارشوفا، و210 في ماروتين، و630 في تورتوكايا، و384 في تورنو وباتين ونوفوغراد، و410 في سيستوف، و1,138 في نيكوبوليس وغيغن، وأخيرًا، 1,460 في راهوڤا.
وفور وصول تلك الأنباء لمسامع السلطان العثماني، الذي كان مشغولُأ بحصار كورينث، فقام بإرسال الصدر الأعظم، محمود باشا، على رأس قوة قوامها 18,000 جندي لتدمير مدينة برايلا الوالاكية الساحلية، إلا أن فلاد الثالث نجح في الارتداد سريعًا إلى المدينة وتمكن من الانتصار على القوات العثمانية، والتي ذكرت المصادر التاريخية نجاة 8,000 فرد منها فقط.
انتشرت أخبار انتصارات فلاد الثالث في كافة أرجاء العالم المسيحي، وعمّت الاحتفالات في كافة المدن الساكسونية بإقليم ترانسيلفانيا، وإيطاليا، والدولة البابوية، حيث ساهمت انتصارات فلاد الثالث في رفع الحصار عن كورينث، كذلك نجاة كافا والقرم بأكملها من غزو بحري متوقع من جانب السلطان العثماني، الذي آثر الارتداد إلى الأناضول، لتحضير جيش كبير يقوده بنفسه للقضاء على أمير الأفلاق.

#### الهجوم الليلي

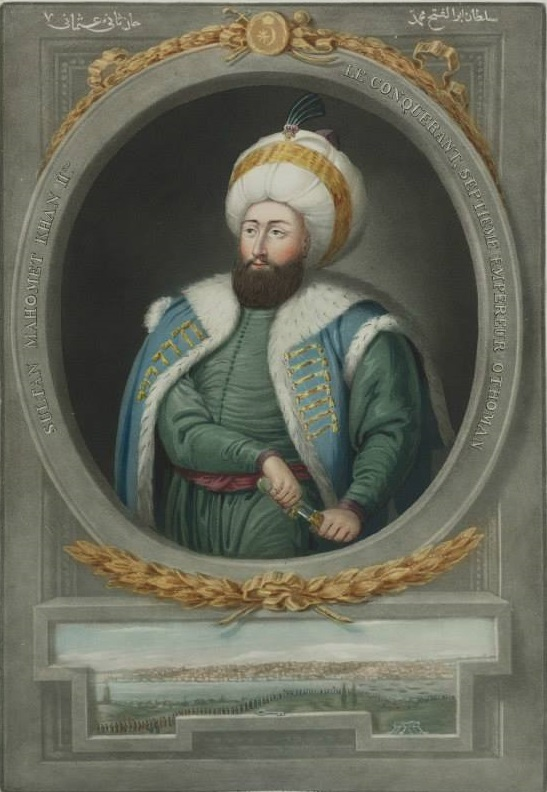
السلطان العثماني محمد الثاني (الفاتح)، أعتى خصوم فلاد الثالث على الإطلاق.

أرسل السلطان العثماني رسله إلى كافة أنحاء السلطنة لحشد القوات والزحف بهم نحو الأفلاق لاستردادها من يد فلاد الثالث، حيث أمر السلطان العثماني جنوده بالتحرك أحد يومي 26 إبريل أو 17 مايو 1462، فالتاريخ مُختلف عليه بين المؤرخين، واختلف قوام الجيش العثماني بحسب اختلاف المصادر التاريخية، حيث جاء تقدير قوام الجيش العثماني في بعض المصادر التاريخية بنحو 150,000 فرد، بينما ذكر المؤرخ اليوناني خالكونديليس أن الجيش العثماني المتوجه لمحاربة فلاد الثالث هو أكبر الجيوش العثمانية التي تم حشدها منذ غزو القسطنطينية، وقدر خالكونديليس عدد القوات العثمانية بنحو 250,000 فردأ، في الوقت الذي قدّر فيه المؤرخ العثماني طورسون بك عدد القوات العثمانية بنحة 300,000 فرد، في حين أرسل ليوناردو توكو خطابًا لفرانشيسكو سفورزا الأول دوق ميلانو يبلغه فيه بعدد القوات العثمانية المتأهبة للزحف صوب الأفلاق بنحو 400,000 فرد من الروملي والأناضول، وتعتبر هذه الأرقام جميعها مبالغ فيها، في الوقت الذي اتفق فيه المؤرخين المعاصرين على أن التقدير الأقرب للحقيقة هو الذي أورده المبعوث البندقي في بودا، توماسي، والذي قدّر عدد القوات العثمانية بنحة 60,000 جندي نظامي بالإضافة إلى 30,000 غير نظامي، كما جعل السلطان محمد الثاني، الأمير رادو الوسيم، شقيق فلاد الثالث، على رأس قوة مكونة من 4,000 من الفرسان.
من جانبه، توجه فلاد الثالث لملك المجر، كورفينوس، طالبًا منه العون، وتأكيدًا على صدق نواياه، عرض فلاد الثالث على ملك المجر أن يتحول من الأرثوذكسية إلى الكاثوليكية، ومع ذلك، لم ينل فلاد الثالث أي دعم من كورفينوس، فنادى بالتعبئة العامة في البلاد، ولم يقتصر الانضمام للجيش على الذكور في سن تأدية الخدمة العسكرية فحسب، بل امتد ليشمل النساء والأطفال من سن الثانية عشر ووحدات من العبيد ذوي الأصول الغجرية، كذلك، لم يخلو تقييم قوة جيش فلاد الثالث من المبالغات، حيث قدّره ليوناردو توكو في خطابه بنحو 200,000 مقاتل، أي نصف تقديره للقوات العثمانية، بينما قدّرت العديد من المصادر التاريخية قوام قوات الأفلاق بما يتراوح بين 22,000 و30,900 مقاتل، وساد العرف أن عدد القوات لم يزيد عن 30,000 مقاتل فقط، أغلبهم من الفلاحين ورعاة الماشية، في ظل وجود عدد محدود من البويار على صهوات الجياد، مسلحين بالحراب والسيوف والخناجر وتغطيهم الدروع المسلسلة، كما شارك في المعركة الحرس الشخصي لفلاد الثالث الذي ضم بين صفوفه مرتزقة وغجر من مناطق مختلفة.

##### المعركة
مع بداية المعارك، حاول الجيش العثماني إقامة معسكره عند مدينة فيدن، إلا أنه فر مدحورًا بعد أن ردته سهام الرماة الوالاكيين، وفي 4 يونيو 1462، نجحت فرقة من الانكشاريين في احتلال مدينة تورنو سيفيرين بعد مقاومة من القوات الولاكية أودت بحياة 300 جندي عثماني، بعدها استمر الجيش العثماني في التقدم في ظل اتباع فلاد الثالث وجنوده لسياسة الأرض المحروقة، كما قام بتسميم المياة وخلق المستنقعات لتعطيل تقدم القوات العثمانية عن طريق تحويل مجاري الجداول والأنهار الصغيرة، كذلك قام بتصميم الفخاخ والمصائد الأرضية، كما عمد إلى تهجير أهالي القرى وحيواناتهم إلى المناطق الجبلية بعيدًا عن متناول القوات العثمانية، التي استمرت في التقدم لمدة سبعة أيام كاملة دون مأكل أو مشرب، من جانبه اتبع فلاد الثالث أسلوب حرب العصابات ضد القوات العثمانية، كما أرسل العديد ممن يعانون من أمراض فتاكة كالجذام والسل والزهري وبصورة أكبر هؤلاء الذين يعانون الطاعون الدبلي لمعسكرات العثمانيين لنشر الأوبئة بين الجنود، وهو ما حدث بالفعل، حيث انتشرت عدوى الطاعون بين الجنود العثمانيين بصورة وبائية، من جانبه قام الأسطول العثماني بشن هجمات ضد مدينتي برايلا وكيليا الساحليتين ولكن دون فائدة تُذكر، خاصة بعد تدمير فلاد الثالث لغالبية الموانئ البحرية العثمانية في بلغاريا.

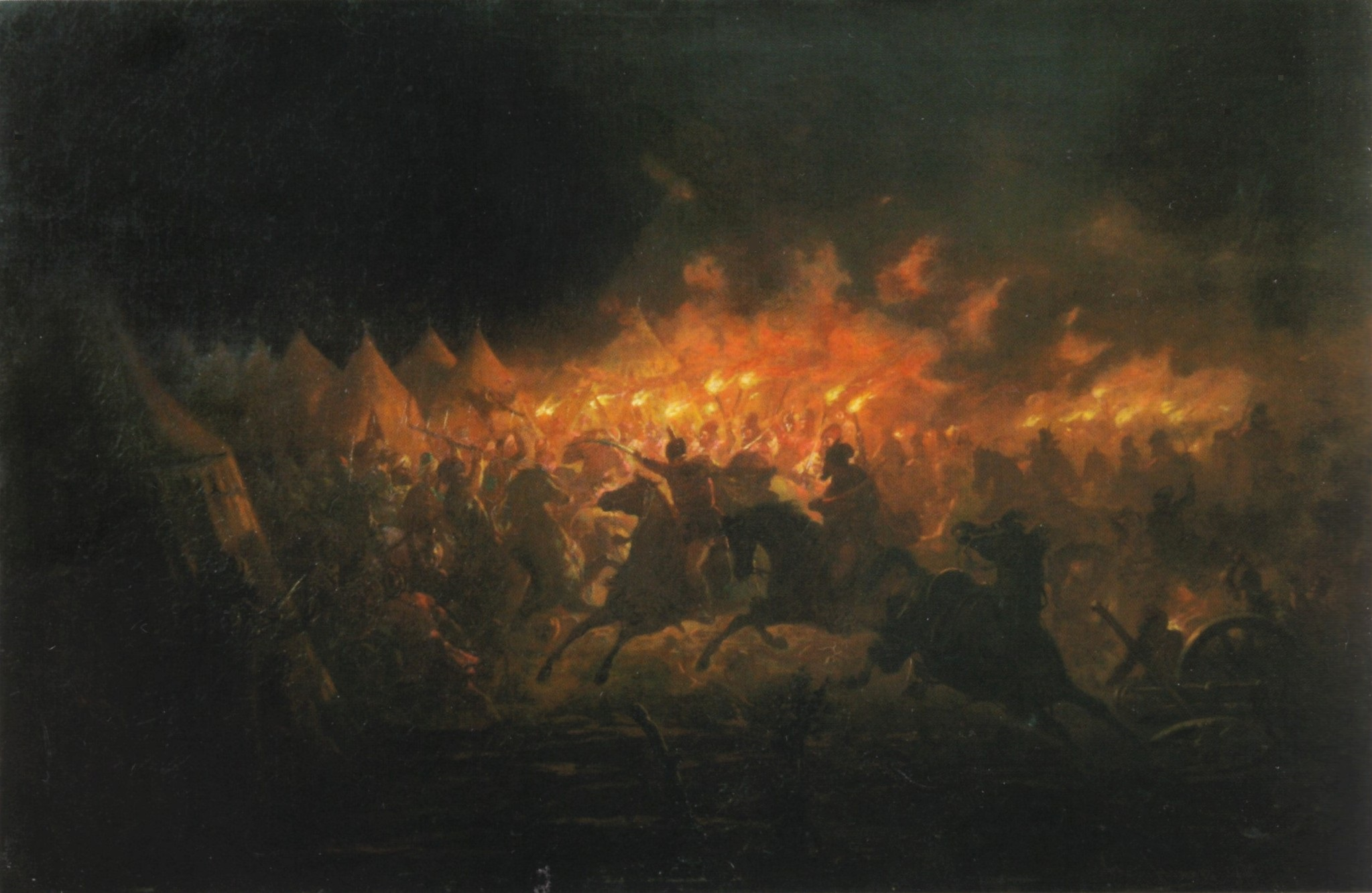
معركة ذات المشاعل وهجوم قوات فلاد الثالث على معسكر العثمانيين، بريشة ثيودور أمان.

استمر تقدم العثمانيين صوب ترغوفيشت بعد فشلهم في اقتحام قلعة بوخارست وجزيرة سناعوف الحصينة، وفي 17 يونيو، شن فلاد الثالث هجومًا ليليًا على معسكر العثمانيين باستخدام قوات يتراوح عددها بين 7,000 و10,000 خيّال بغية اعتيال السلطان العثماني، فبعدما عسكرت القوات العثمانية جنوب العاصمة الوالاكية، يذكر المؤرخ اليوناني خالكونديليس نجاح فلاد الثالث التسلل داخل معسكر العثمانيين متنكرًا في هيئة جندي عثماني، ومن خلال جولته داخل المعسكر تمكّن من تحديد موقع الخيمة السلطانية، ومن ثمّ، اختار فلاد الثالث أن يقوم بهجومه ليلًا خاصة مع علمه بالنظم العسكرية العثمانية والتي تمنع تواجد الجنود خارج خيامهم بعد حلول الظلام، واستمرت المناوشات منذ الساعة الثالثة بعد حلول الظلام وحتى الرابعة من صباح اليوم التالي، ليخلق حالة من الفوضى العارمة داخل معسكر العثمانيين، حث شن الوالاكيين أكثر من سلسلة واحدة من الهجمات، والتي اختلفت المصادر في تحديد النتيجة النهائية لها؛ حيث أكدت بعض المصادر مقتل العديد من الجنود العثمانيين، بينما أكدت مصادر أخرى خروج العثمانيين بخسائر طفيفة جراء تلك الهجمات وإن فقدوا العديد من الخيول والجمال، والنتيجة الثانية قد تكون الأرجح، خاصة مع إلقاء بعض المصادر التاريخية الغربية اللوم على بويار والاكي يُدعى غالش (بالرومانية: Galeş) أُسندت إليه مهمة مهاجمة المعسكر من الجهة المقابلة، إلا أنه لم يمتلك من الشجاعة ما يكفي للقيام بدوره في الهجوم، ومع ذلك، يذكر التاريخ قيادة فلاد الثالث لكتيبة الفرسان الأسياويين واستهدافه للخيمة السلطانية، غير أنه وجد بها الصدرين الأعظمين؛ محمود باشا وإسحق باشا، في الوقت نفسه، قام الانكشاريون بقيادة علي بك ميخائيل أوغلو بهجوم مضاد على القوات الوالاكية للحد من الخسائر العثمانية في المعركة، والتي بلغت قرابة 15,000 جندي مقابل 5,000 جندي والاكي.
أمر السلطان محمد الثاني جنوده، باستكمال المسير صوب ترغوفيشت ومحاصرتها، وعند الوصول إليها، وجد أبواب المدينة مفتوحة على مصرعيها وقد هجرها من فيها، فدخل العاصمة بصحبة جنوده، وسار لمدة نصف ساعة في طرقات المدينة التي زُيًنت جنباتها بجثث أكثر من 25,000 جندي عثماني ومسلم بلغاري، موضوعة كلها على خوازيق، كما وجد جثة حمزة باشا وقد تعفّنت تمامًا على أطول تلك الخوازيق الموجودة، وفي ذلك تختلف المصادر كذلك، حيث ورد في بعض المصادر أن العاصمة ترغوفيشت لم تكن مهجورة، بل حوت حامية صغيرة لحمايتها، كما أُختلف كذلك على موضع الجثث، حيث تشير المصادر العثمانية تحديدًا أن السلطان محمد الثاني سار مسافة 60 ميلًأ قبل الوصول لترغوفيشت في طريق تحيط به جثث الجنود الأتراك والأسرى البلغاريين من الجانبين، ولكن يبقى مؤكدًا أن السلطان لم يحتمل هول ما رأى، حيث أمر جنوده بالمبيت هذه الليلة خارج ترغوفيشت، وحفر خندق عميق حول المعسكر مخافة تعرضه لهجوم أخر مثلما تعرّض له سابقًا، وفي صباح اليوم التالي، 22 يونيو، أصدر السلطان أوامره بالانسحاب.
تلى ذلك بأيام قليلة هجوم شتيفان الثالث، أمير مولدوفا وابن عم فلاد الثالث على مدينتي أكيرمان وكيليا لاسترجاعهما من أيدي الأخير، وبوازع من السلطان العثماني، إلا أن القوات الأفلاقية نجحت في الدفاع عن المدينتين، كما أُصيب شتيفان الثالث في قدمه من نيران المدفعية، واستمر انسحاب القوات العثمانية حتى وصلت لمدينة برايلا في 29 يونيو، والتي أمر السلطان العثماني بإحراقها عن أخرها، بعدها أمر بالإبحار صوب أدرنة عاصمة العثمانيين والتي وصلها في 11 يوليو، وفي اليوم التالي لوصوله، أمر السلطان محمد الثاني بإقامة الاحتفالات ابتهاجًا بنصره العظيم على فلاد الثالث، وتسيير المواكب التي ضمت العديد من النساء والأطفال الذين تم استرقاقهم من الأفلاق، بخلاف 200,000 من رؤوس الماشية والخيول.

### الهزيمة

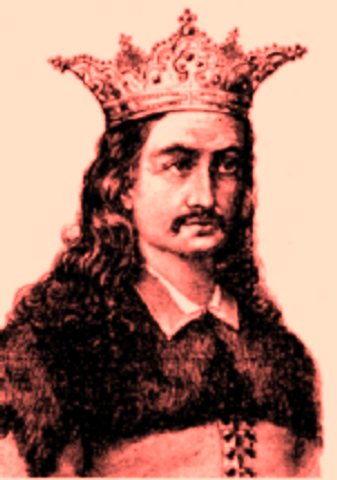
رادو الوسيم، الشقيق الأصغر لفلاد الثالث، وعميل الدولة العثمانية في الأفلاق.

على الرغم من رحيل السلطان محمد الثاني عن الأفلاق، إلا أنه أبقى على رادو سل فروموس في البلاد على رأس قوات من فرسان السپاهية والجنود الإنكشاريين، للقضاء على فلاد الثالث نهائيًا، في مقابل ذلك لم يقف السلطان العثماني عن دعم قوات رادو بالأموال أو العتاد، مما ساعدهم على الاستمرار في الحرب ضد فلاد الثالث والتوغل داخل مملكته حتى تسنى لهم محاصرة قلعة بويناري، معقل فلاد الثالث، والذي على الرغم من ذلك، تمكن من الفرار منها بعد انتحار زوجته، التي فضّلت إلقاء نفسها من أسوار القلعة عن الوقوع في أسر القوات الموالية للدولة العثمانية، وبنهاية الحصار وفرار فلاد الثالث، منح السلطان العثماني لقب «بگ الأفلاق» لرادو وأجلسه على عرش البلاد.
وترجع هزيمة فلاد الثالث في حربه لتعاون البويار مع رادو، الذي نجح في استمالتهم بعد أن نكّل بهم فلاد الثالث من قبل، حيث تمكن رادو من اقناعهم بعودة الامتيازات التي تمتعوا بها سابقًا حال التخلص من فلاد، علاوة على اقتناع البويار أنفسهم أن السلطة العثمانية على الأفلاق ستكون أشد وطئًا من نظيرتها المجرية، مما شجعهم على قبول شروط رادو وتقديم الدعم له.
وبحلول 9 سبتمبر، حقق فلاد ثلاثة انتصارات متتالية على القوات العثمانية بقيادة رداو، ولكن استمرار القتال أتى على كل ما بقى لديه من نقود، ومن ثمّ لم يتمكن من دفع رواتب جنوده المرتزقة، فسافر إلى المجر طالبًا العون من الملك كورفينوس، الذي بدوره لم يكن ينوي الدخول في حرب ضد الدولة العثمانية، فلم يقدم لفلاد أي دعم، بل ألقى القبض عليه وزج به في السجن بتهمة الخيانة العظمى، بعد أن زوّر كورفينوس خطابَا للسلطان محمد الثاني يدعوه فيه إلى السلام، ونسبه لفلاد الثالث، مما يُعطى كورفينوس الفرصة في الاستئثار بأموال الدولة البابوية التي أُرسلت إليه مُسبقًا والعودة إلى المجر دون حرب.

### الأسر في المجر
سٌجن فلاد الثالث لفترة في حصن أوراتيا، نُقل بعدها إلى فيشغراد شمال بودا على الضفة الشرقية لنهر الدانوب، حيث قضى عشر سنوات، قبل نقله مرة أخيرة للسجن في بودا.
وكغيرها من التفاصيل الكثيرة في حياة فلاد الثالث، لا تزال فترة سجنه موضع نقاش بين المؤرخين، وإن ساد الاعتقاد أنها خلال الفترة ما بين عامي 1462 و1474، في الوقت الذي أظهرت فيه المخاطبات الدبلوماسية الصادرة عن بودا للدولة البابوية أن فلاد الثالث لم يقضي سوى أشهر معدودة في الأسر، كما أن سياسات رادو سل فروموس وتبعيته للدولة العثمانية كان لها أشد الأثر في سرعة إطلاق سراح فلاد الثالث لتشجيعه على الانقضاض على عرش الأفلاق مرة أخرى، علاوة على دور الوساطة الذي لعبه شتيفان سل مارى، ڤويڤود مولدوفا، لإطلاق سراح ابن عمه، خاصة بعد تعاظم الخطر العثماني على الأراضي الواقعة شمال الدانوب.

## التحول إلى الرومانية الكاثوليكية
تحوّل فلاد الثالث من الأرثوذكسية إلى الكاثوليكية عام 1475 خلال فترة سجنه في المجر، حيث عرض عليه العاهل المجري التحول عن عقيدته الأرثوذكسية والزواج من الكونتيسة إيلونا زيلاغي، ابنة عم كورفينوس، وهو ما لقى قبولًا من جانب فلاد الثالث الذي كان شغله الشاغل العودة إلى الأفلاق واسترداد عرشه.

## فترة الحكم الثالثة ومقتله

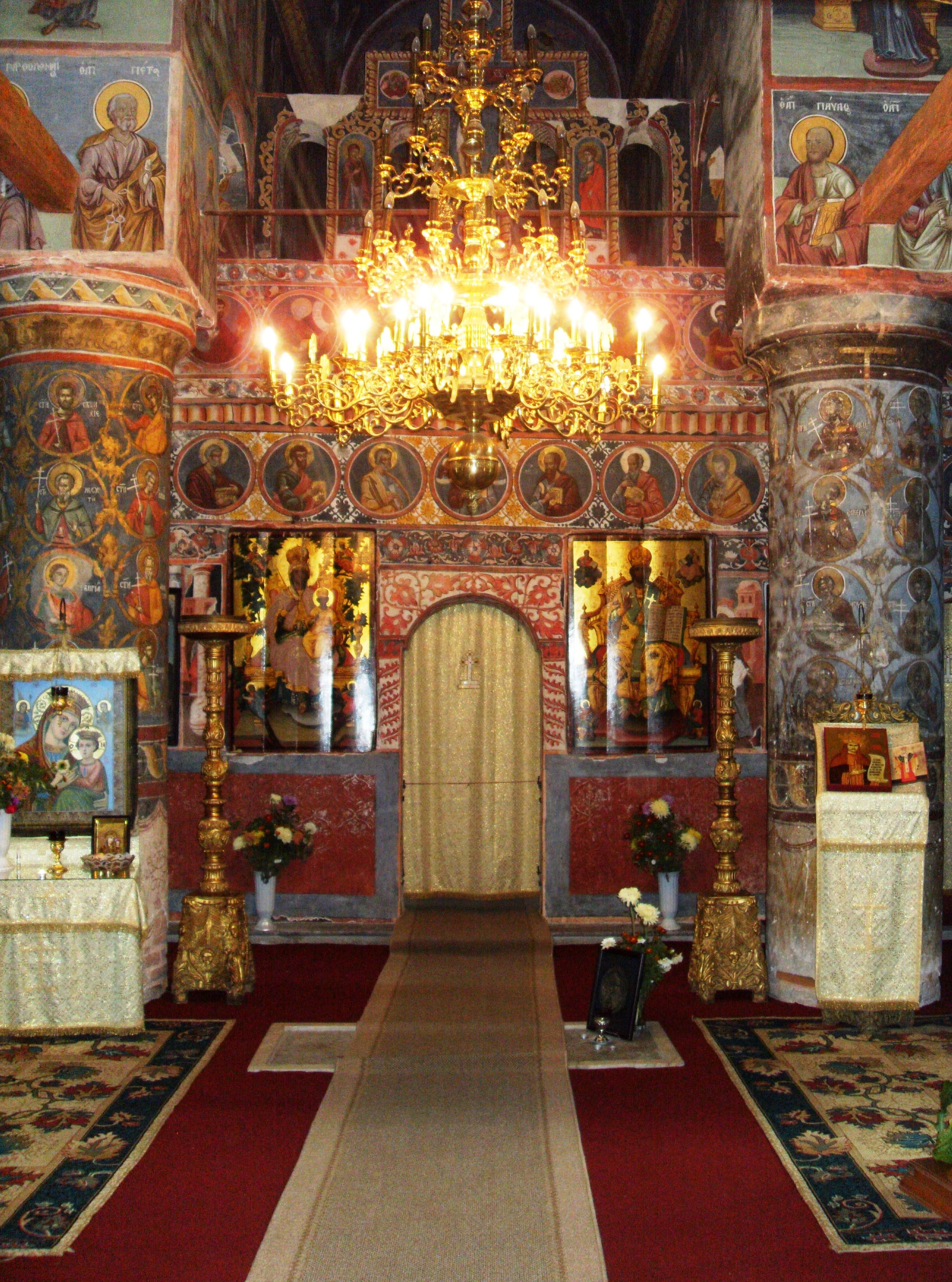
مدخل الضريح المزعوم لفلاد الثالث، سناغوف، رومانيا.

بعد وفاة رادو المفاجئة عام 1475، أعلن فلاد قيام دولته الثالثة في 26 نوفمبر 1476، وبدأ في تجميع قوات من المواليين له والاستعداد لغزو الأفلاق بدعم مجري من كورفينوس، غير أن مُلكه الأخير على الأفلاق لم يدم سوى أقل من شهرين، بعد وفاته في معركة ضد العثمانيين بالقرب من بوخارست، والي اليوم لم يُعرف تحديدًا وقت وفاته، ولا موقع تلك المعركة، الذي ظل مجهولًا هو الأخر، ولم يُعرف سوى يوم الإعلان عن وفاته، الذي وافق 10 يناير 1477، ومن الأرجح أن تكون وفاته في الأيام الأخيرة لديسمبر 1476، كما يُعتقد أن حادثة الاغتيال وقعت على الطريق الرابط بين بوخارست وجورجيو، جدير بالذكر، أنه تم فصل رأس فلاد الثالث عن جسده، حيث أُرسلت الرأس للسلطان العثماني محمد الفاتح، الذي قام بعرض الرأس على خازوق خشبي في العاصمة العثمانية أدرنة، بينما قام غريم فلاد الثالث، باسراب العجوز، بدفن ما تبقى من جثة خصمه، بدون أية مراسم جنائزية، في كومانا على الأرجح، داخل الدير الذي أسسه فلاد الثالث بنفسه عام 1461، وقد هًدم هذا الدير وأُعيد بنائه من جديد عام 1589.
ولا تزال طريقة وفاة فلاد الثالث محل بحث المؤرخين، الذين انتهوا إلى ثلاث نظريات، وإن يصعب ترجيح أحدهم لندرة أو انعدام الوثائق التاريخية المرجحة لأي منهم؛ حيث تشير النظرية الأولى لتعرّض فلاد الثالث لحادث اغتيال على يد أحد البويار المناوئين له وهو على وشك الانتصار في المعركة، وهي النظرية الأوسع قبولًا بين الأوساط الرومانية، في حين تقترح النظرية الثانية هزيمة فلاد الثالث في معركته ضد العثمانيين ومقتله في أرض المعركة، وهي نظرية محدودة، خاصة وإن التجارب السابقة أثبتت قدرة فلاد الثالث على التعامل مع القوات العثمانية من خلال الانتصارات المتوالية التي حققها عليهم سواء في ترانسيلفانيا أو بلغاريا وحتى الأفلاق، وأخيرًا النظرية الثالثة الداعية لانتصار فلاد الثالث في معركته ضد العثمانيين ومع ذلك تعرّض للقتل على يد أحد الجنود، وهو أمر غير مقبول منطقيًا، فحتى وإن لقى حتفه على يد أحد الجنود، فإن البقية من جنوده لم يكونوا ليسمحوا بفصل رأس ملكهم عن جسده وإرساله إلى السلطان العثماني محمد الفاتح
.
أما بخصوص مكان الدفن، فقد أرسى المؤرخون الرومانيون اعتقادًا، خلال القرن التاسع عشر، بأن رفات فلاد الثالث مدفونة في دير بجزيرة سناغوف القريبة من بوخارست، دون أي وثائق تاريخية تدعم هذا الاعتقاد، معتمدين فقط على أطروحات تدعي بأن فلاد الثالث هو مؤسس هذا الدير، حتى جاء عالم الآثار الروماني ألكسندر أودوبيسكو، عام 1855، ليؤكد بطلان هذا الادعاء، من خلال دراساته التاريخية، وأعمال الحفرية، التي أكّد من خلالها رجوع تاريخ بناء الدير لما قبل عام 1438، وهو ما أكدته فيما بعد الأعمال الحفرية التي قام بها دينو روسيتي خلال الفترة ما بين يونيو وأكتوبر 1933، والتي أرجعت تاريخ الدير إلى نهاية القرن الرابع عشر، أي قبل ميلاد فلاد الثالث، كما أظهرت الحفريات عدم وجود قبر أسفل شاهد القبر المُزعم أن يكون شاهد قبر فلاد الثالث داخل الدير، وهو ما أورده روسيتي في نتائج أبحاثه التي نشرها عام 1935، والتي جاء فيها إن ما عُثر عليه من عظام أسفل الشاهد المُزمع لم يكن سوى عظام خيول، ولا وجود لأي عظام آدمية.
وفي عام 1970، نشر الصحفي سيميون سافيانو مقالًا بمناسبة مرور خمسمئة عام على وفاة فلاد الثالث، أكد فيه العثور على قبر ثان، غير مُسمى، داخل دير سناغوف، يُعتقد أنه للأمير الأفلاقي، إلا أن المؤرخيين الرومانيين المعاصرين يرجحون فرضية دير كومانا كمثوى أخير لفلاد الثالث.

## الموروث الثقافي

### القسوة
أشتُهر فلاد الثالث بساديته أثناء حياته، فعرفه الجميع طاغية يتلذذ بالتعذيب والقتل، حتى الصور الشخصية المرسومة له لم تكف عن تصويره بصورة أقسى الجلادين والحكام، وبعد وفاته انتشرت فظائعه وقسوته من خلال المنشورات المطبوعة في ألمانيا، والتي استمرت طباعتها طوال الفترة الممتدة بين العقد الثامن للقرن الرابع عشر وحتى العقد السادس للقرن الخامس عشر، كما وصلت أخباره حتى روسيا القيصرية ولكن بصورة أخف وطأة من تلك في ألمانيا، ومع ذلك جعلت هذه المنشورات من فلاد الثالث مثالاً للقسوة والوحشية في العالم بأسره لما حوته من فظائع، فعل سبيل المثال، نجد الفقرة التالية منشورة في واحد من تلك المنشورات المطبوعة عام 1521:
اشتهر فلات باتباعه وسائل وحشية في التخلص من أعدائه والمخالفين للقانون، فإلى جانب نزع الأحشاء وقطع الرؤوس وسلخ الضحايا و غليهم أحياء، كانت وسيلته المفضلة في التعذيب هي الخازوق وهو ان يدفع وتد خشبي عبر أجساد الضحايا وتركهم يموتون ببطء، بل إن مخطوطات ألمانية قد وثقت حادثة دموية قام فيها، فلاد بإعدام نحو ثلاثين ألفا بالخوازيق في مدينة براشوف في عام 1459 ويقال أنه تناول غذاءه وسط الجثث المتعفنة وغمس خبزه في دمائهم. لذا عرف فلاد الثالث بفنادق تيباس أي المخوزق ولم يسلم من تلك الوسيلة البشعة حتى العثمانيون الذين نشأ بينهم.
| فلاد الثالث المخوزق | er liess kinnder praten die musten ire mütter essen. Und schneyd den frawen den prüst ab den musten ire man essen. Darnach liess er sie all spissen | فلاد الثالث المخوزق |

| فلاد الثالث المخوزق | كان يشوي الأطفال، ويأتي بأمهاتهم فيأمرهم بأكل لحوم أطفالهن، ويأتي بالنساء ويقطع أثدائهن فيشويها، ثم يأمر أزواجهم بتناولها، وفي النهاية، يعدمهم جميعًا خزقًا. | فلاد الثالث المخوزق |

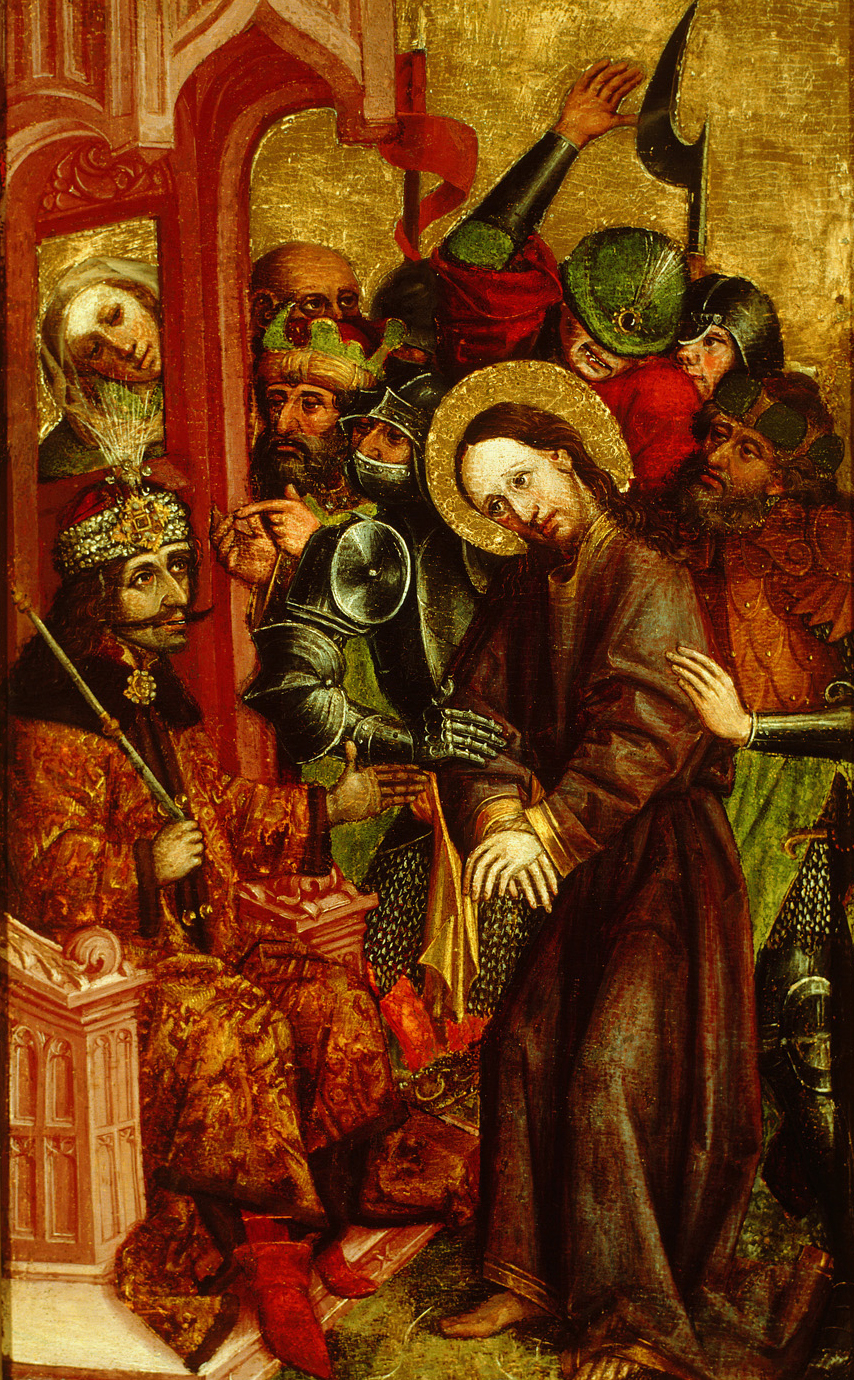
فلاد الثالث في صورة بيلاطس البنطي مُحاكمًا يسوع، الغاليري الوطني، ليوبليانا.

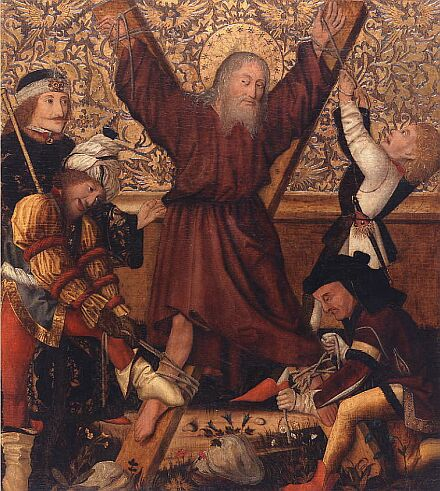
فلاد الثالث في صورة حاكم باتراس الروماني، إيغياس، يأمر بصلب أندراوس، غاليري بلڤيدير، ڤيينا.

ويتراوح عدد ضحايا فلاد الثالث ما بين 40,000 و100,000 فرد، يقارب تمامًا العدد الإجمالي لأربعة قرون من قتلى محاربة الساحرات في أوروبا، وبحسب المصادر الألمانية، تشير التقديرات لما يقرب 80,000 ضحية لفلاد الثالث كحد أدنى، هذا بخلاف القرى والحصون التي أحرقها عن أخرها.
وكان الخزق الطريقة المفضلة لفلاد الثالث في التعذيب والإعدام، حيث أظهرت العديد من المطبوعات والمنشورات الألمانية، خلال الفترة ما بين أواخر القرن الخامس عشر وأوائل القرن السادس عشر، مشاهد لفلاد الثالث يتغذى على وليمة في إحدى الغابات خارج براشوف، وقد امتلئت بالجثث المرفوعة فوق الخوازيق، كما أظهرت النقوش صورة لجلاد يقطّع ضحايا أخرين أحياء، كما أوردت المصادر التاريخية ارتداد الجيش العثماني عن هجومه بعد رؤية ما يقرب من 25,000 جثة لجنود عثمانيين أخرين ورعايا الدولة العثمانية من البلغاريين وقد تعفنت جميعها على الخوازيق المتراصة بطول ضفتي الدانوب، كما لم تنفي المصادر، سواء العثمانية أو الرومانية، تراجع السلطان محمد الثاني، المعروف ببراعته في الحرب النفسية، عن هجومه على العاصمة الأفلاقية ترغوفيشت عام 1462 بعد رؤية جثث 20,000 من جنوده علاوة على قائده السابق حمزة باشا وقد تُركت للتعفّن والجوارح من الطيور، خارج أبواب المدنية.

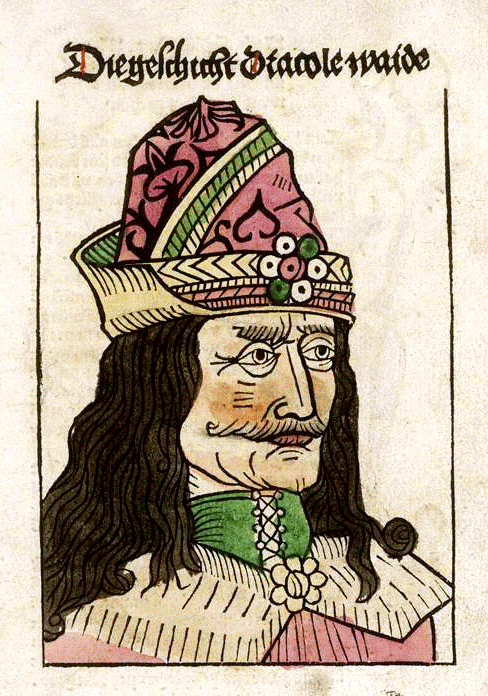
الصفحة الأولى من المنشور المطبوع في نورنبرغ عام 1488 تحت عنوان Die geschicht dracole waide - قصة ڤويڤود دراكولا، وتعد أقدم الصور الشخصية الباقية لفلاد الثالث على الإطلاق.

كما عمل الملك المجري ماتياس كورفينوس على الترويج لسمعة فلاد الثالث وقسوته لأسباب سياسية بحتة؛ تجعل موقفه من رفضه مساعدة فلاد في حربه ضد العثمانيين عام 1462 مقبولًا، خاصة بعد اتلافه لأموال الدولة البابوية التي تحصّل عليها بغرض إعداد جيش لحملة صليبية جديدة ضد الدولة العثمانية، في المقابل، استخدم كورفينوس هجوم فلاد الثالث على جنوب ترانسيلفانيا وخطابات أخرى زورها كورفينوس ممهورة بختم فلاد الثالث، مُدعيًا أنه كان على وشك إرسالها للسلطان العثماني لعقد اتفاقية سلام سرية بين الأفلاق والدولة العثمانية، واتخذ هذه الخطابات وازعًا للزج به في السجن في 7 نوفمبر 1462.

### المصادر الألمانية

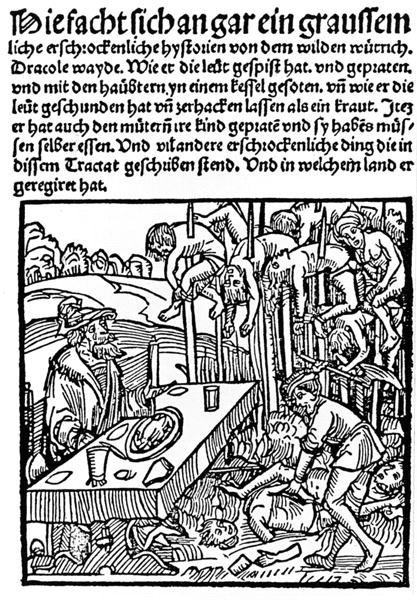
الصفحة الثالثة من إصدار عام 1499 للمنشور Die geschicht dracole waide - قصة ڤويڤود دراكولا، وتصور تناول فلاد الثالث لطعامه بغابات براشوف محاطًا بالجثث المخوزقة.

## معرض الصور

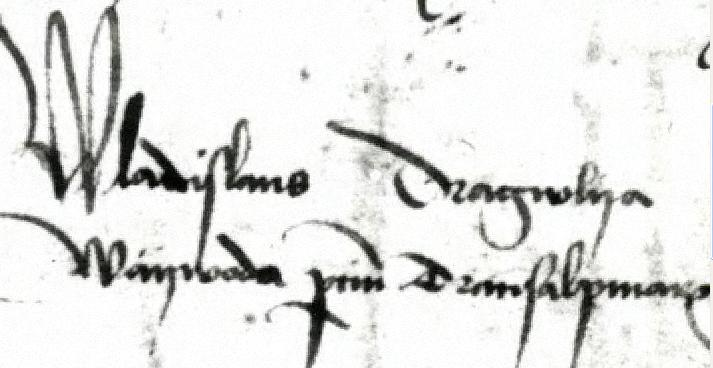
التوقيع الشخصي لفلاد الثالث، الأرشيف الوطني الساكسوني، ديوان المحفوظات الوطني في سيبيو.
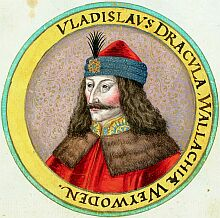
لوحة مائية من جنوب ألمانيا، بريشة نيكولاس أوكسنباخ، رُسمت عام 1600، مكتبة فورتمبرغ، شتوتغارت.
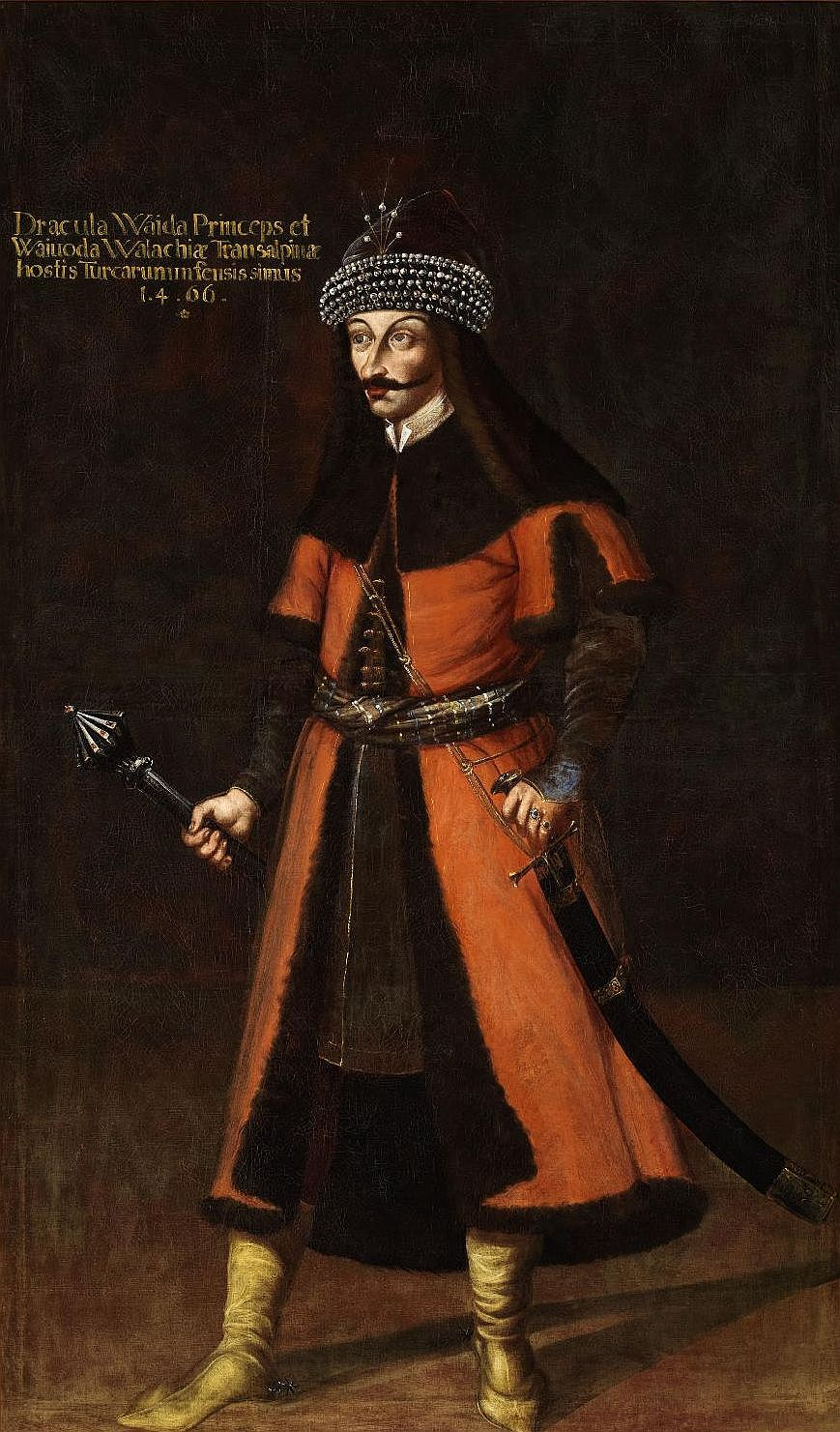
صورة بالحجم الطبيعي لفلاد الثالث ترجع للقرن السابع عشر، من ممتلكات عائلة إسترجي، بورغنلاند، النمسا.
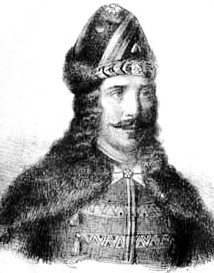
صورة لفلاد الثالث ترجع للقرن التاسع عشر.